# Comuna Șopotu Nou, Caraș-Severin
Șopotu Nou este o comună în județul Caraș-Severin, Banat, România, formată din satele Cârșa Roșie, Driștie, Poienile Boinei, Ravensca, Răchita, Stăncilova, Șopotu Nou (reședința), Urcu, Valea Răchitei și Valea Roșie.

## Demografie
Componența etnică a comunei Șopotu Nou
     Români (85,71%)
     Cehi (5,58%)
     Alte etnii (0,45%)
     Necunoscută (8,26%)
Componența confesională a comunei Șopotu Nou
     Ortodocși (83,15%)
     Romano-catolici (5,36%)
     Penticostali (1,56%)
     Alte religii (1,56%)
     Necunoscută (8,37%)
Conform recensământului efectuat în 2021, populația comunei Șopotu Nou se ridică la 896 de locuitori, în scădere față de recensământul anterior din 2011, când fuseseră înregistrați 1.157 de locuitori. Majoritatea locuitorilor sunt români (85,71%), cu o minoritate de cehi (5,58%), iar pentru 8,26% nu se cunoaște apartenența etnică. Din punct de vedere confesional, majoritatea locuitorilor sunt ortodocși (83,15%), cu minorități de romano-catolici (5,36%) și penticostali (1,56%), iar pentru 8,37% nu se cunoaște apartenența confesională.

## Politică și administrație
Comuna Șopotu Nou este administrată de un primar și un consiliu local compus din 9 consilieri. Primarul, Iosif Brebu[*], de la Partidul Național Liberal, este în funcție din 1 noiembrie 2024. Începând cu alegerile locale din 2024, consiliul local are următoarea componență pe partide politice:
|  | Partid                      | Consilieri | Componența Consiliului | Componența Consiliului | Componența Consiliului |
|  | --------------------------- | ---------- | ---------------------- | ---------------------- | ---------------------- |
|  | Partidul Național Liberal   | 3          |                        |                        |                        |
|  | Partidul Social Democrat    | 2          |                        |                        |                        |
|  | Partidul S.O.S. România     | 1          |                        |                        |                        |
|  | Uniunea Salvați România     | 1          |                        |                        |                        |
|  | Forumul Cehilor din România | 1          |                        |                        |                        |
|  | Partidul Puterii Umaniste   | 1          |                        |                        |                        |